# فنجانکی ابوت
فنجانکی ابوت (نام علمی: Cyathea abbottii) نام یک گونه از سرده فنجانکی‌ها است.